# Lu Ying-chi
Lu Ying-chi (盧映錡T, 卢映锜S, Lú YìngqíP; 6 aprile 1985) è una sollevatrice taiwanese.

## Palmarès

### Olimpiadi
- 1 medaglia:
  - 1 argento (Pechino 2008 nei 63 kg)